# Ffdshow
ffdshow （エフエフディーショウ、エフエフダイレクトショウ）とは、動画・音声形式の圧縮・伸張を行う為の DirectShow フィルタと VFW コーデックである。

## 概要
主に高速で高画質なデコーダとして利用されている。MPEG-4 (Xvid, DivX, H.264 等) の他にも数多くの動画・音声形式に対応している。また、インタレース解除、ポストプロセッシング、リサイズ、シャープ、字幕などの多彩な画像処理フィルタ、イコライザ、ミキサなどの音声処理フィルタを備えている。
ffdshow はメディアプレイヤやスプリッタを内蔵していない。その代わりに ffdshow を導入すると、DirectShow, VFW に対応したメディアプレイヤで自動的に ffdshow の機能が使用されるようになる。
FFmpeg を始めとする多くのライブラリを、DirectShow, VFWで利用できるようにしたオープンソースのソフトウェアである。当初の主要な開発者は Milan Cutka であったが、Milan Cutka による更新は2006年5月に停止された。その後、元の ffdshow と同じく SourceForge.net において、ffdshow-tryouts が企画され、事実上開発を引き継いだ為、現在ではこれが ffdshow を名乗っている。
GUI は日本語に対応している。

## 動作環境
対応 OS
- Windows XP 以降
- Windows 98/Me/2000 （リビジョンによる制限あり）

ffdshow-tryouts beta7 は日本語を指定すると、インストーラが文字化けする。ffdshow-tryouts beta6 は Windows 2000/Xp/Server 2003/Vista に対応している。
Windows 2000 で動作する最後のビルドは clsid によるリビジョン 3904(20110623) である｡
Windows 98/Me で動作する最後のビルドは clsid によるリビジョン 2322 である。

## 対応コーデック
以下が対応している主なコーデックである（2010年（平成22年）9月14日現在）。

### 映像コーデック
- MPEG-1
- MPEG-2
- MPEG-4
  - XviD
  - DivX
  - RMP4
  - 3ivx
- MS-MPEG4
- Dirac
- H.263 (FLV1)
- H.264 (x264)
  - H.264 Lossless
- Motion JPEG
  - Lossless JPEG
- DV
- Huffyuv
- Indeo Video
- VP3
- VP6 (FLV4)
- VP8
- Theora
- RealVideo
- Chinese AVS
- Cinepak
- CorePNG
- MSZH
- ZLIB
- Windows Media Video
  - VC-1

### 音声コーデック
- AAC
- AC3
- EAC3
- ADPCM
- AMR
- ATRAC3
- Dolby TrueHD
- DTS
- DTS-HD
- FLAC
- リニア PCM
- MLP
- MP1
- MP2
- MP3
- Nellymoser
- Vorbis
- QDesign Music
- True Audio
- TrueSpeech
- MACE
- Windows Media Audio

## 備考
ffdshow及びffdshow tryoutsの開発は停滞しており、このソフトの利用者にはLAV Filtersを後継として使うことが推奨されている。